# 克林索尔的最后夏天
《克林索尔的最后夏天》（也译作《克林索最后的夏季》）是德国、瑞士获得诺贝尔奖的小说家赫尔曼·黑塞创作于1919年的中篇小说。小说中出现了李白等中国古代文化要素，反映了黑塞的中国情结。

## 创作背景
黑塞在本书的写作过程中深受酒神精神的影响。他曾在给友人路易斯的信中称，「我正在开始一项新工作并为此饮酒，因为我无法忍受不工作不饮酒的生活。」正如书名一样，本书诞生于一个对黑塞本人及整个世界都极为特殊的夏天，让黑塞感受到三重深刻的变化：从战争的压抑中回归生活、从桎梏中回归自由，以及南方如恩赐般的光明夏日氛围。

## 内容
故事讲述了四十二岁的表现主义画家克林索尔生命的最后几个月，作為一名熱愛詩歌、酗酒者和好色之徒，在瑞士南部度过生命中最后一个夏天，並為预知到自己将要死亡的感覺所困擾。其中，《衰亡乐》中他面对死亡表现出内心矛盾与恐惧，而《八月的傍晚》与《自画像》则描绘他如何用艺术面对终结，用画笔定格内心的世界。